# Beringe
Cet article possède un paronyme, voir Beringen (homonymie).
Beringe est un village néerlandais situé dans la commune de Peel en Maas, dans la province du Limbourg néerlandais. Le 1er janvier 2009, le village comptait 2 102 habitants.
Le village est situé sur l'impasse du Grand Canal du Nord.